# 呉海軍航空隊
呉海軍航空隊（くれかいぐんこうくうたい）および前身組織の佐世保海軍航空隊広分遣隊（させぼかいぐんこうくうたい ひろぶんけんたい）は日本海軍の部隊の一つ。横須賀海軍航空隊・佐世保海軍航空隊に次いで開かれた三番目の海軍鎮守府直率の海軍航空隊である。研究・教育機能を持つ横空と違い、純然たる水上機基地として機能しており、瀬戸内海・土佐湾沖・山陰地方沖の哨戒や呉鎮守府に所属する艦艇の艦載機調達に従事した。

## 沿革
横空の成長を期に、航空隊の増設を図った海軍は、各軍港へ哨戒航空隊を設置することとした。その第二弾として、呉軍港から半島ひとつ隔てたた広島県賀茂郡広村の西大川河口に飛行場を設置し、佐世保海軍航空隊の分遣隊が開かれた。対岸にはすでに大正10年に呉海軍工廠広支廠が設置され、大正12年には広工廠として独立しており、速やかな機体修理・物品供給が可能であった。呉鎮守府は内海部にあるため、沿岸哨戒警備の必要が佐世保より低かったことが、航空隊設置の遅れへとつながった。広飛行場は滑走路が短く、陸上機の常駐には不都合が多かったため、陸上機はもっぱら宇佐海軍航空隊が常駐する柳ヶ浦飛行場を活用した。そのため、呉鎮守府には龍驤・翔鶴・瑞鶴、のちに転入した鳳翔など多数の航空母艦が配備されたが、艦載機は呉空ではなく宇佐空や岩国海軍航空隊で訓練・補給・休息を実施していた。

### 戦前
- 大正14年4月1日 - 広島県広村に分派隊を設置。
- 昭和6年6月1日 - 広分遣隊を独立、呉海軍航空隊開隊。
- 昭和8年5月8日 - 呉鎮守府籍の航空母艦龍驤就役。飛行機隊は大村海軍航空隊で編成。
- 昭和12年7月11日 - 盧溝橋事件に際し、6機で第二十一航空隊を臨時編制。上海に派遣。
- 昭和12年10月20日 - 二十一空は衣笠丸飛行隊に改編、翌年4月まで大陸で活動後、呉に帰還。

### 開戦後
- 1941年（昭和16年）12月8日 - 開戦にともない豊後水道の管制を開始。本務の佐伯海軍航空隊の応援に4機派遣。
- 1942年（昭和17年）
  - 4月中旬 - ミッドウェー作戦準備にともない、豊後水道の管制・哨戒に従事。
  - 5月下旬 - 沖輸送（陸軍部隊のサイパン島経由ニューギニア進出）開始。本務の佐伯空の応援に4機派遣。
  - 10月1日 - 定数改定、水偵24機に倍増。この間、本土近海の対潜哨戒のため全国各地に派遣、本務の各航空隊の指揮下で活動。
- 1943年（昭和18年）
  - 6月1日 - 定数改定、水偵32機に増強。
  - 7月7日 - 日本海に敵潜水艦侵入。山口県油谷湾に4機派遣、対潜掃討に従事するが戦果なし。
  - 10月5日 - 関釜連絡船崑崙丸戦没。博多海軍航空隊雁ノ巣飛行場に4機派遣、関釜連絡船の随伴護衛を開始。
- 1944年（昭和19年）
  - 3月1日 - 定数改定。水偵は16機に半減、岩国飛行場に戦闘機隊48機を配当し、岩国分遣隊を設置。水偵隊の管轄区を内海より対馬海峡に変更。対潜掃討・関釜連絡船随伴護衛を継続。
  - 5月20日 - 「東号作戦」発動。岩国分遣隊を横須賀鎮守府に派遣。
  - 8月1日 - 岩国分遣隊を独立・改編し、第三三二海軍航空隊を設置。
  - 12月15日 - 沿岸哨戒部隊を第九〇三海軍航空隊と第九五一海軍航空隊に集約するが、対象外となり存続。
  - 12月17日 - S作戦発動。九州西方～北西海域の対潜掃討のため、水偵4機を投入。

　　　　　　　　　以後も規模を縮小しつつ、対馬海峡～関門海峡方面で活動。
- 1942年（昭和20年）5月5日 - 解隊。

## 呉鎮守府籍の艦載機搭載艦艇
- 戦艦

太平洋戦争に参加した12隻すべてが艦載機搭載機構を持つ。就役から戦没まで呉に籍を置いた扶桑・伊勢・大和がおり、大正年間に佐世保鎮守府から転入した日向は呉鎮で初めて搭載した。
- 巡洋艦

球磨型以降の巡洋艦では夕張以外が搭載機構を持つ。就役から戦没まで呉鎮守府籍にあった巡洋艦球磨・大井・鬼怒・神通・最上・三隈・鈴谷・熊野・鹿島・阿賀野の艦載機は呉空から捻出した。呉空開隊より前に横須賀鎮守府に転出した多摩・木曾は横鎮で常設飛行機隊を編成した。昭和6・7年に相次いで横鎮から転入した加古・古鷹は、組立式滑走台を撤去した状態で転入し、呉海軍工廠でカタパルト設置工事を受けている。昭和9年の大規模な転属によって、妙高・那智・阿武隈が佐鎮に、那珂が横鎮に転出しているが、いずれも呉空での搭載は経験済みである。代わりに佐鎮より転入した青葉・衣笠は佐鎮時代に佐空の搭載実績があり、呉空水偵も戦没まで搭載された。
- 潜水艦

潜水戦隊旗艦用の伊号第九潜水艦が配当されている。水偵搭載が可能な乙型潜水艦は呉鎮と横鎮で折半されたため14隻が在籍したが、全艦に水偵が回ることはなかった。とはいえ、伊九に加えて伊号第二十九潜水艦・伊号第三十潜水艦・伊号第三十一潜水艦・伊号第三十六潜水艦・伊号第三十七潜水艦は水偵偵察の実績がある。
- その他

潜水母艦長鯨は就役後に搭載機構が増設された。大鯨は就役時からカタパルト設置済みである。給油艦鳴戸は日華事変の際に二十一空の母艦に指定されたが、搭載機構の増設はなく、物品輸送による支援にとどまる。水上機母艦には千代田・衣笠丸・國川丸がある。大鯨・千代田は航空母艦改造工事中に呉鎮からそれぞれ舞鎮・横鎮に転出しているので、空母時代は呉鎮とは縁がない。

## 戦後の呉飛行場

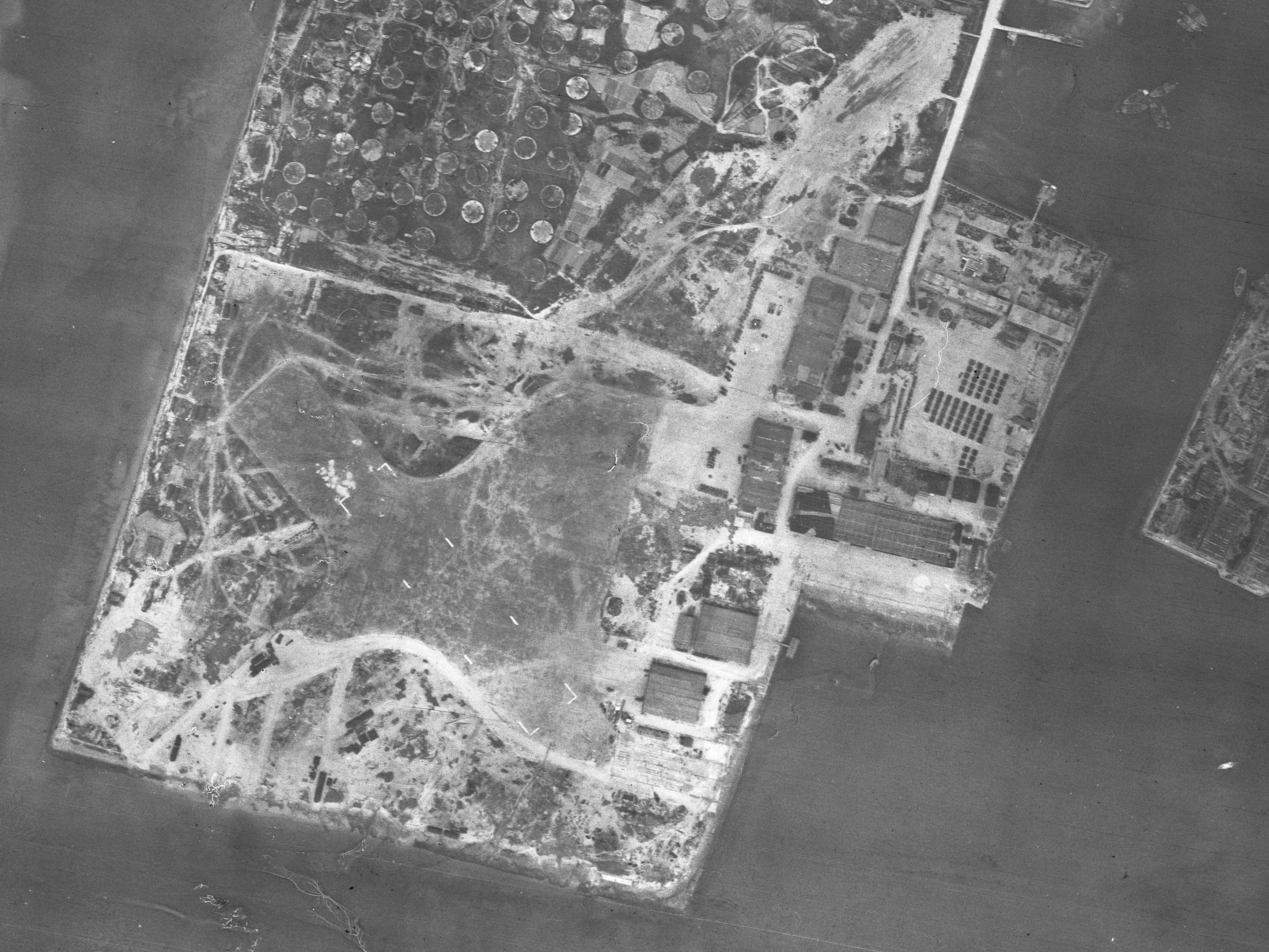
呉海軍航空隊基地跡（1947年）
×印形で2本の滑走路が存在した。

隣接する広重油槽跡とともに、工業用地に転換されている。虹村公園より南の多賀谷3丁目一帯が呉空跡で、中国木材や山陽鉄工、呉市の焼却工場などが林立する。多賀谷4丁目に該当する空地は、戦後に埋め立てられた土地であり、呉空とは関係ない。

## 主力機種
- 歴代の各種水上偵察機。
- 零式艦上戦闘機…岩国分遣隊の主力機。

## 歴代司令
- 荒木保 少佐：1931年6月1日[1] - 1935年11月15日[2]
- 三木森彦 中佐：1935年11月15日 - 1936年12月1日[3]
- 長谷川喜一 大佐：1936年12月1日 - 1937年7月11日[4]
- 不詳：1937年7月11日 -
- 山田道行 中佐：1937年9月25日 - 1938年2月10日[5]
- 神田芳夫 中佐：1938年2月10日[5] -
- 城島高次 大佐：1939年11月15日 - 1940年10月15日[6]
- 美濃部貞功 大佐：1940年10月15日 - 1941年8月11日[7]
- 和田三郎：1941年8月11日 -
- 堀江朝茂：1942年4月20日
- 篠田太郎八 大佐：1943年6月20日 -
- 不詳：1944年5月2日 - 1945年5月5日解隊